# Тевдорадзе, Елена Константиновна
Елена Константиновна Тевдорадзе (родилась 5 сентября 1938 в Тбилиси) — грузинский политик и общественный деятель, председатель государственной комиссии по помилованию при президенте Грузии, правозащитник.
В 1957 поступила и в 1962 окончила Институт западноевропейских языков и культуры имени Ильи Чавчавадзе.
С 1962 года работала в городе Рустави в средней школе. В 1995—2004 — депутат грузинского парламента от партии «Единое национальное движение», возглавляла комитет по защите прав человека. После работала заместителем министра Грузии по вопросам реинтеграции.
В настоящее время — председатель государственной комиссии по помилованию при президенте Грузии.

## Награды
В 2008 награждена Орденом Чести за развитие парламентаризма и большой личный вклад в дело защиты прав человека в Грузии.